# Kålsupare
Att kålsupa betyder bokstavligen att man äter kålsoppa, men uttrycket ”lika goda kålsupare” betyder idiomatiskt att flera personer är likställda (på ett negativt sätt).
Uttrycket kommer av ordet ”supa” som ungefär betydde att man sörplade. Att vara en ”lika god kålsupare” betyder alltså att man sörplar kålsoppa precis som någon annan, att man varken gör det bättre eller sämre än någon annan. Hertig Karl ska ha myntat talesättet 1599 då han till en rådsherre sade: ”Så borde ock lika bröder ware lika kålsupare.”